# Hippolyte Jamain
Pour les articles homonymes, voir Jamain.

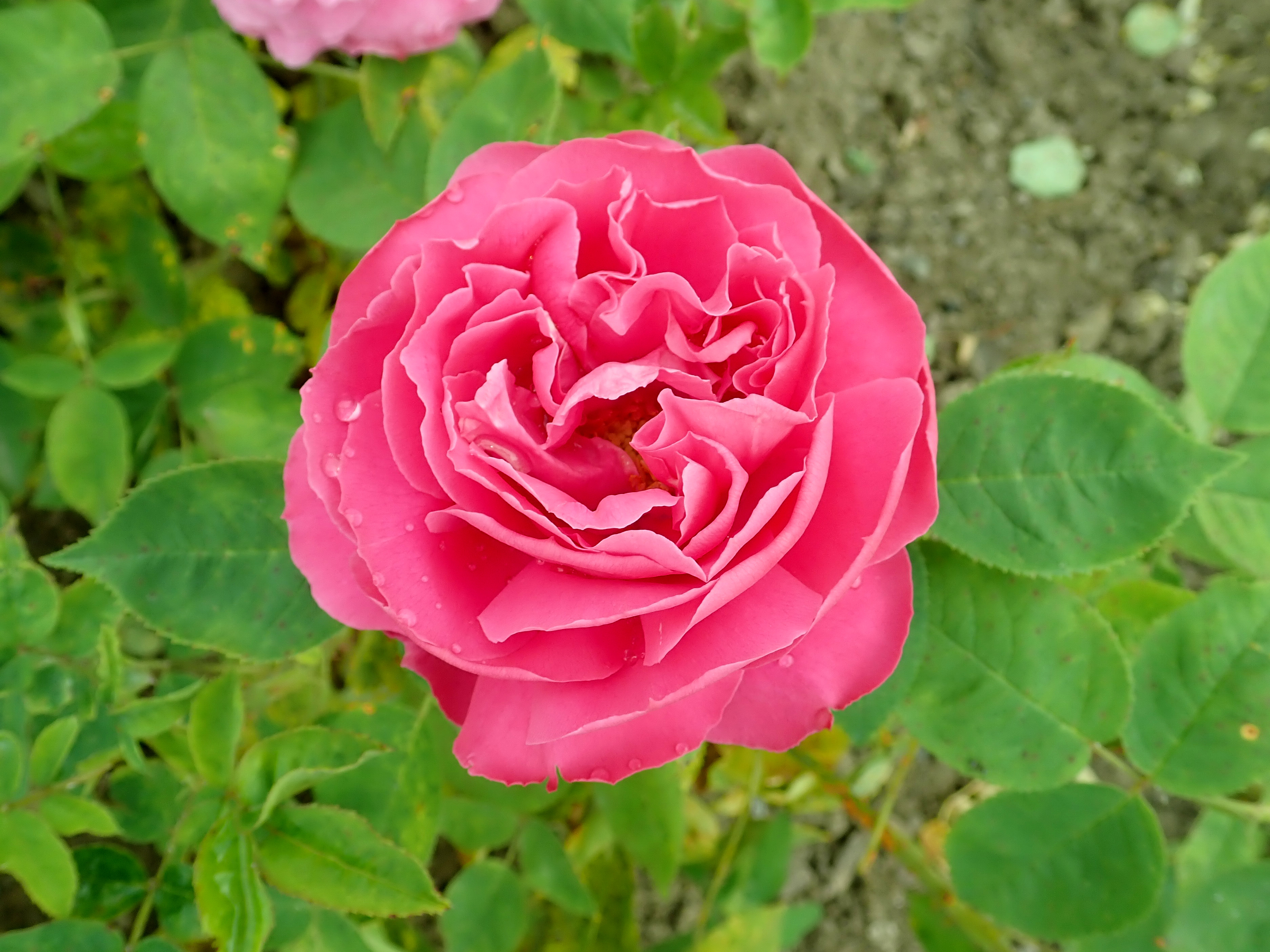
Rose 'Dupuy Jamain' à l'Europa-Rosarium de Sangerhausen.

Hippolyte Jamain, né le 27 novembre 1818 à Paris et mort le 25 septembre 1884 dans la même ville, est un horticulteur et rosiériste français qui obtint une vingtaine de variétés de cultivars de roses, entre 1851  et 1880. Il publie avec Eugène Forney Les Roses paru en 1873.

## Biographie
Hippolyte Jamain a été formé chez son père François Alexis Jamain (1787-1848), horticulteur, puis en Belgique. Il s'était installé en 1845 à Paris, 1 rue du Cendrier, près du marché aux chevaux, puis au 217 rue de la Glacière. Il était spécialisé dans la culture en serre, notamment les azalées, camélias, grenadiers, lauriers roses, myrtes, et surtout les orangers, etc. Il acclimata des plantes exotiques comme les Chorizema, Melaleuca, Metrosideros, etc. Il se tourna aussi vers la commercialisation et l'obtention de roses, surtout des hybrides remontants et pratiquait avec succès la greffe forcée. 
Il est fait chevalier de la Légion d'honneur sous Napoléon III en 1867, grâce à ses succès à l'exposition universelle. Lacharme lui dédie une rose en 1874, hybride remontant de couleur rose profond, du nom d' 'Hippolyte Jamain' (variété issue d'un semis de 'Victor Verdier').
Il meurt à son domicile de la rue de la Glacière.
Parmi ses obtentions de rosiers, l'on distingue la rose Bourbon de couleur rouge foncé 'Docteur Jamain' (1851), l'hybride remontant de couleur rose foncé 'Dupuy Jamain' (1868), l'hybride remontant aux fleurs rose carné  'Marguerite Jamain' (1873), le rosier Noisette 'Ornement des Bosquets' (1860), rosier grimpant aux fleurs rose pâle, toujours fort apprécié.

## Publication
- En collaboration avec Eugène Forney, Les Roses, histoire, culture, description, préface de Charles Naudin, 1873, 136 pages et 60 planches ill. par François Grobon, Grand in-8°, Paris, éd. J. Rothschild.